# Сахатов, Бердимурад
Бердимурад Сахатов — туркменский боксёр-любитель.

## Чемпионат Туркменистана по боксу 2012 г.
В декабре 2012 г. в ашхабадском спорткомплексе «Галкыныш» состоялся финал национального турнира на Кубок Туркменистана по боксу среди мужчин. В состязаниях приняли участие более 100 лучших спортсменов из всех велаятов и Ашхабада. Столичные боксеры на правах хозяев турнира были представлены двумя командами. Эти состязания стали итоговыми, по результатам которых сформирована национальная сборная-2013.
Бердимурад Сахатов завоевал золотую медаль в весе до 64 кг. и вошёл в сборную Туркменистана по боксу 2013.

## Чемпионат Туркменистана по боксу 2011 г.
В декабре 2011 г. в Дашогузе состоялся финал национального турнира на Кубок Туркменистана по боксу среди мужчин. Якуб Мередов завоевал золотую медаль в весе до 56 кг. и вошёл в сборную Туркменистана по боксу 2013.

## Спортивные достижения и бои
Участник Чемпионата мира 2009г. в Милане (64 кг). Серебряный призёр Чемпионата Азии по боксу среди юниоров 2007г. в Алматы (64 кг).
| Дата                  | Турнир                                                         | Место проведения  | Весовая категория                                  | Соперник         | Результат  | Дополнительно                                                   |
| --------------------- | -------------------------------------------------------------- | ----------------- | -------------------------------------------------- | ---------------- | ---------- | --------------------------------------------------------------- |
| 1 - 12 сен. 2009      | Чемпионат мира 2009                                            | Милан, Италия     | 64 кг (первый полусредний вес, light welterweight) | Александр Ключко | 0 - 3 (КО) | 1/32 финала.                                                    |
| 16 - 24 марта 2008    | 2-й азиатский олимпийский квалификационный турнир (Пекин-2008) | Астана, Казахстан | 64 кг (первый полусредний вес, light welterweight) | Зокир Артинов    | 0 - 3      | 1/32 финала. Referee stopped contest outscored opponent (RSCOS) |
| 23 окт. - 3 ноя. 2007 | Чемпионат мира 2007                                            | Чикаго, США       | 64 кг (первый полусредний вес, light welterweight) | Эмиль Махаррамов | 0 - 3      | 1/32 финала.                                                    |

## Национальные первенства
| Дата         | Турнир                     | Место проведения      | Весовая категория                                  | Соперник | Результат | Дополнительно |
| ------------ | -------------------------- | --------------------- | -------------------------------------------------- | -------- | --------- | ------------- |
| Декабрь 2012 | Чемпионат Туркмении - 2012 | Ашхабад, Туркменистан | 64 кг (первый полусредний вес, light welterweight) | соперник | 3 - 0     | место         |
| Декабрь 2011 | Чемпионат Туркмении - 2011 | Дашогуз, Туркменистан | 64 кг (первый полусредний вес, light welterweight) | соперник | 3 - 0     | место         |
| Декабрь 2010 | Чемпионат Туркмении - 2010 | city, Туркменистан    | 64 кг (первый полусредний вес, light welterweight) | соперник | 3 - 0     | место         |
| Декабрь 2009 | Чемпионат Туркмении - 2009 | city, Туркменистан    | 64 кг (первый полусредний вес, light welterweight) | соперник | 3 - 0     | место         |
| Декабрь 2008 | Чемпионат Туркмении - 2008 | city, Туркменистан    | 64 кг (первый полусредний вес, light welterweight) | соперник | 3 - 0     | место         |